# 짧은부리할미새사촌

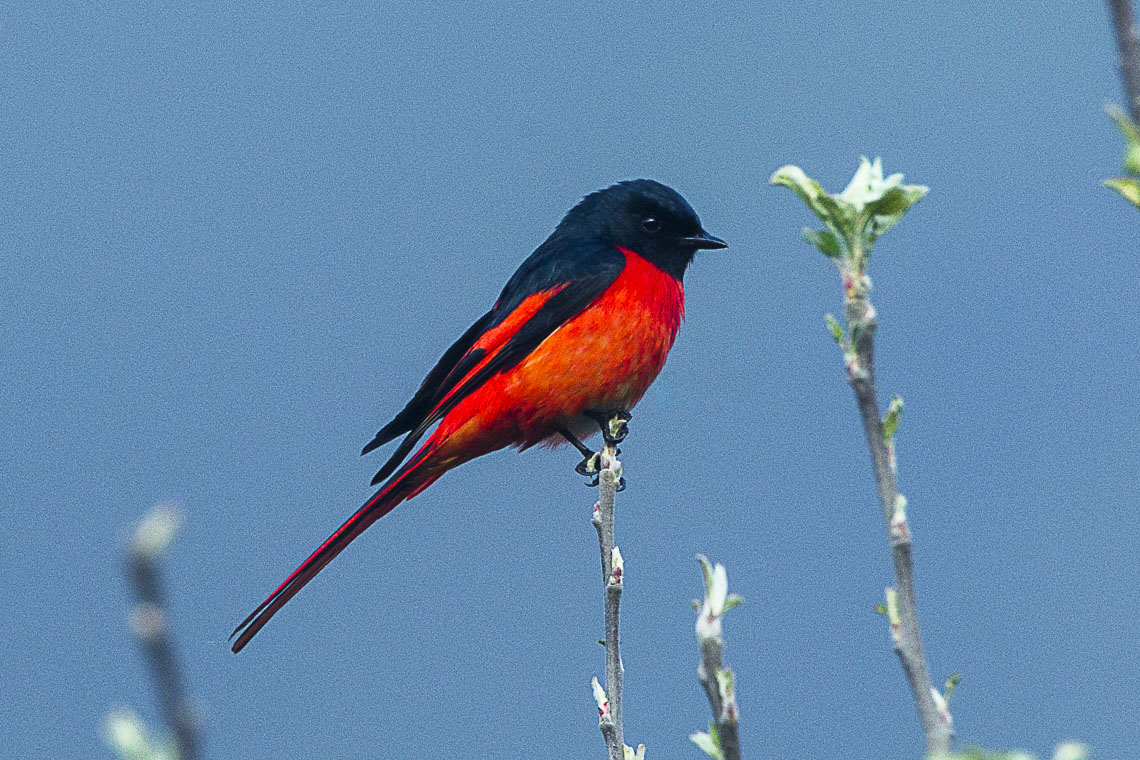
수컷

짧은부리할미새사촌(Pericrocotus brevirostris)은 할미새사촌과의 한 종이다. 방글라데시, 부탄, 캄보디아, 중국, 인도, 라오스, 미얀마, 네팔, 태국, 베트남 등지에 서식한다. 자연 서식지는 열대·아열대 습윤활엽수림과 열대·아열대의 습한 산지림 지대이다.

## 모습
긴 꼬리와 뾰족한 부리를 가졌다. 몸 길이는 17.5~19.5 cm이다. 수컷은 검은색 머리와 날개를 가졌고 가슴과 배는 주황색이다. 날개에 주황색 무늬가 있다. 암컷은 회색 머리와 날개를 가졌으며 가슴과 배는 노란색이다. 날개에 노란색 무늬가 있다.